# Kohtla (obec)
Obec Kohtla (estonsky Kohtla vald) je bývalá samosprávná jednotka estonského kraje Ida-Virumaa. Zanikla svým začleněním do obce Toila.

## Osídlení
Na území zrušené obce žije přibližně půldruhého tisíce obyvatel v sedmnácti vesnicích Amula, Järve, Kaasikaia, Kaasikvälja, Kabelimetsa, Kohtla, Kukruse, Mõisamaa, Ontika, Paate, Peeri, Roodu, Saka, Servaääre, Täkumetsa, Valaste a Vitsiku. Správním centrem obce je vesnice Järve.

## Přírodní zajímavosti
Na území obce se nachází Valastský vodopád, nejvyšší vodopád v Estonsku.